# Yūji Hyakutake
Yūji Hyakutake (japanisch 百武裕司 Hyakutake Yūji [çakɯ̥take jɯːdʒi]; * 7. Juli 1950 in Shimabara, Nagasaki; † 10. April 2002 in Kokubu, Kagoshima) war ein japanischer Amateurastronom und Entdecker zweier Kometen.

## Herkunft, Familie und Beruf
Der Familienname von Y. Hyakutake bedeutet „einhundert Samurai“, diesen Namen erhielt einer seiner Vorfahren von einem Fürsten verliehen, und er repräsentierte auch Yujis Arbeitsmoral. Er besuchte die Nagasaki Kita High School und nach seinem Abschluss an der Fakultät der Schönen Künste an der privaten Universität Kyūshū Sangyō Daigaku in Fukuoka wurde er dort bei der Zeitung Fukunichi Shimbun bis zu ihrer Schließung 1992 angestellt, wo er als Fotograf Druckvorlagen erstellte. Im Jahr 1993 zog er als freier Fotograf nach Hayato in der Präfektur Kagoshima, wo seine Frau geboren war. 
Er war verheiratet mit Shoko und hatte zwei Söhne. Er starb im Alter von 51 Jahren auf dem Weg ins Krankenhaus, nachdem innere Blutungen durch ein rupturiertes Aneurysma am Herzen bei ihm aufgetreten waren.

## Tätigkeit als Amateurastronom
Das Interesse an Astronomie wurde in Y. Hyakutake geweckt, als er als Fünfzehnjähriger den Großen Kometen C/1965 S1 (Ikeya-Seki) sah. Im Jahr 1989 baute er sich ein privates Observatorium hinter seinem Haus und begann ernsthaft nach Kometen zu suchen. Wegen der Lichtverschmutzung war er aber in Fukuoka jahrelang erfolglos und verlegte sich auf ein weiteres Hobby, Bergsteigen.
Nach seinem Umzug nach Hayato waren die Umstände günstiger, er intensivierte seine Beobachtungen von einem 15 km entfernten Berggipfel und so entdeckte er Ende Dezember 1995 mit einem 25×150-Kometensucher seinen ersten Kometen. Nur einen Monat später beobachtete er seinen Kometen und fand dabei nahe der Stelle seiner ersten Entdeckung unerwartet auch seinen zweiten Kometen, der sich zu einem der größten Kometen des 20. Jahrhunderts entwickeln sollte. Er entwickelte zuhause erst einige Bilder, die er gemacht hatte und kam daher mit der Meldung seiner Entdeckung an das National Astronomical Observatory of Japan in Tokio nur ganz knapp zwei weiteren Entdeckern zuvor.

## Kometenentdeckungen
1. C/1995 Y1 (Hyakutake), entdeckt am 25. Dezember 1995
2. C/1996 B2 (Hyakutake), entdeckt am 30. Januar 1996

## Auszeichnungen
- Einladung zu öffentlichen Vorlesungen an das Adler-Planetarium in Chicago im März 1996 und an das Perth-Observatorium in Australien.
- Ehrenbürgerurkunde der Stadt Chicago
- Ehrenurkunde der Präfektur Kagoshima
- Direktor der Volkssternwarte „Starland AIRA“ in Aira ab Oktober 1996
- Ein 1991 entdeckter Asteroid im Hauptgürtel erhielt im Jahr 2000 die offizielle Bezeichnung (7291) Hyakutake nach Yūji Hyakutake.[6]